# Futbolen Klub Kariana Erden
Il Futbolen Klub Kariana Erden (in bulgaro Футболен Клуб Кариана Ерден), noto come Kariana Erden o semplicemente Kariana, è una società calcistica di Erden, in Bulgaria. Milita nella quarta divisione del campionato bulgaro di calcio.
Fondato nel 2012, il club ha esordito in seconda divisione nella stagione 2018-2019.

## Storia
Il Futbolen Klub Kariana Erden fu fondato a Erden nel 2012 dall'imprenditore locale Milan Josifov. Il club prende il nome dallo stabilimento di lavorazione della carne di proprietà di Josifov, la cui sede si trova in città.
Nella stagione 2014-2015 il Kariana vinse il campionato di quarta divisione del distretto di Montana e per la prima volta ottenne la promozione nel terzo livello del calcio nazionale, l'allora Gruppo B. Nella sua prima stagione nel girone nord-ovest della terza divisione chiuse al quinto posto e l'anno successivo al secondo posto.
Nel 2017-2018, sotto la guida del tecnico Atanas Djambazki, il Kariana vinse il girone nord-ovest della terza serie bulgara, assicurandosi la promozione in Vtora liga. Nella stessa stagione raggiunse la finale della Coppa di Bulgaria dilettanti, persa contro l'Arda Kărdžali ai tiri di rigore.
L'annata d'esordio in seconda serie (2018-2019) si chiuse con la salvezza, grazie al dodicesimo posto finale. Il piazzamento fu migliorato nel 2019-2020, quando il Kariana si classificò ottavo. Dopo la prima metà della stagione 2020-2021, nel dicembre 2020, durante la pausa stagionale, il club, che in quel momento si trovava al primo posto della classifica, annunciò il ritiro dal campionato cadetto per decisione della proprietà della società e fu, di conseguenza, escluso dal campionato, che riprese a febbraio. L'11 gennaio 2021 il proprietario del club Milan Josifov morì dopo una breve malattia, tra le ragioni del ritiro della famiglia dalla presidenza del Kariana Erden.
Il 27 aprile 2021 la figlia di Milan Josifov, Kamelija, annunciò di aver rilevato il club, che si iscrisse al gruppo A della quarta divisione bulgara.

## Organico

### Rosa
Aggiornata al 1º agosto 2020.
| N. |                     | Ruolo | Calciatore                |
| -- | ------------------- | ----- | ------------------------- |
| 1  | Bulgaria (bandiera) | P     | Pavel Stanev              |
| 2  | Bulgaria (bandiera) | D     | Angel Tsolov              |
| 4  | Bulgaria (bandiera) | D     | Martin Nikolov            |
| 7  | Brasile (bandiera)  | C     | Matheus Casarotto         |
| 8  | Bulgaria (bandiera) | C     | Evgeni Ignatov (capitano) |
| 9  | Senegal (bandiera)  | A     | Justino Mendes            |
| 10 | Bulgaria (bandiera) | C     | Pier Pierov               |
| 13 | Bulgaria (bandiera) | D     | Georgi Iliev              |
| 14 | Bulgaria (bandiera) | C     | Deyan Ivanov              |
| 16 | Bulgaria (bandiera) | C     | Emanuil Lichev            |

| N. |                     | Ruolo | Calciatore          |
| -- | ------------------- | ----- | ------------------- |
| 17 | Bulgaria (bandiera) | C     | Hristiyan Iliev     |
| 19 | Bulgaria (bandiera) | A     | Vladislav Tsekov    |
| 20 | Bulgaria (bandiera) | D     | Nikolay Dichev      |
| 22 | Bulgaria (bandiera) | D     | Stoyan Predev       |
| 27 | Bulgaria (bandiera) | C     | Borislav Damyanov   |
| 73 | Bulgaria (bandiera) | C     | Vladimir Michev     |
| 77 | Bulgaria (bandiera) | C     | Kristiyan Apostolov |
| 79 | Bulgaria (bandiera) | P     | Yuliyan Veskov      |
| 97 | Bulgaria (bandiera) | D     | Georgi Tartov       |

## Palmarès

### Competizioni nazionali
- Oblastni grupi: 1

girone di Montana: 2014-2015
- Treta liga: 1

2017-2018

### Altri piazzamenti
- Treta liga:

Secondo posto: 2016-2017
- Kupa na Amat'orskata futbolna liga:

Finalista: 2017-2018